# Erimystax x-punctatus
Erimystax x-punctatus is een straalvinnige vissensoort uit de familie van de eigenlijke karpers (Cyprinidae). De wetenschappelijke naam van de soort is voor het eerst geldig gepubliceerd in 1956 door Hubbs & Crowe.